# Ponętów Górny Pierwszy
Ponętów Górny Pierwszy – wieś w Polsce położona w województwie wielkopolskim, w powiecie kolskim, w gminie Olszówka. 
Jako samodzielna wieś został ustanowiony 1 stycznia 2009 w wyniku podziału wsi Ponętów Górny na Ponętów Górny Pierwszy i Ponętów Górny Drugi.
| SIMC    | Nazwa     | Rodzaj    |
| ------- | --------- | --------- |
| 0290340 | Bogatka   | część wsi |
| 0290357 | Faustynów | część wsi |

Przez wieś przebiega Magistrala węglowa Gdynia-Śląsk. W miejscowości znajduje się węzłowa stacja kolejowa Ponętów oraz Szkoła Podstawowa im.Henryka Sienkiewicza.